# Ганс-Гаральд Шпайдель
Ганс-Гаральд Шпайдель (нім. Hans-Harald Speidel; 20 травня 1917, Данциг — 12 вересня 2000) — німецький офіцер-підводник, капітан-лейтенант крігсмаріне.

## Біографія
3 квітня 1936 року вступив на флот. В серпні 1939 року відряджений в морську авіацію. В 1941 році пройшов курс підводника. В січні-липні 1942 року — 1-й вахтовий офіцер на підводному човні U-81, після чого пройшов курс командира човна. З 8 жовтня 1942 року — командир U-643. 14 вересня 1943 року вийшов у свій перший і останній похід. 8 жовтня U-643 був потоплений в Північній Атлантиці південно-західніше Ісландії (56°14′ пн. ш. 26°55′ зх. д.) глибинними бомбами двох британських бомбардувальників «Ліберейтор». 30 членів екіпажу загинули, 18 (включаючи Шпайделя) були врятовані і взяті в полон.

## Звання
- Кандидат в офіцери (3 квітня 1936)
- Морський кадет (10 вересня 1936)
- Фенріх-цур-зее (1 травня 1937)
- Оберфенріх-цур-зее (1 липня 1938)
- Лейтенант-цур-зее (1 жовтня 1938)
- Оберлейтенант-цур-зее (1 жовтня 1940)
- Капітан-лейтенант (1 червня 1943)

## Нагороди
- Залізний хрест 2-го і 1-го класу
- Авіаційна планка розвідника
- Нагрудний знак підводника